# Julius Wagner-Jauregg
Julius Wagner-Jauregg (Wels, 1857. március 7. – Bécs, 1940. szeptember 27.) osztrák pszichiáter. 1927-ben elnyerte a fiziológiai Nobel-díjat terápiás módszeréért, melyben úgy gyógyította a szifiliszes betegeket, hogy maláriával mesterségesen megfertőzte őket.

## Tanulmányai
Julius Wagnerként született 1857. március 7-én a felső-ausztriai Welsben. Apja Adolf Johann Wagner köztisztviselő volt, aki 1883-ban megkapta a Ritter von Jauregg örökíthető lovagi címet. Miután 1919-ben Ausztriában eltörölték a nemesi rangokat, a család neve Wagner-Jaureggre módosult. Mikor Julius tízéves volt, anyja, Ludovika meghalt. Két nővére neveléséről kolostorban gondoskodtak, Julius pedig előbb Kremsben, majd 1872-től a neves bécsi Schottengymnasiumban tanult és 1874-ben beiratkozott a Bécsi Egyetem orvosi szakára. Itt az Általános és Kísérleti Patológiai Intézetben dolgozott, szakdolgozatát a „felgyorsult szívről” írta. 1880-ban megkapta a diplomáját és utána még két évig maradt az intézetben, ahol 1881-ben megismerkedett és összebarátkozott Sigmund Freuddal; a későbbiekben is tegező viszonyban maradtak tudományos nézeteltéréseik ellenére. A nézeteltérések odáig fajultak, hogy Freud ellene tanúskodott az első világháború idején indított perben, melyben megtámadták Wagner-Jauregg katonákat kezelő módszereit.

## Pszichiáteri munkássága
Miután egy ideig hiába próbálkozott belgyógyászati tanársegédi állást találni Bécsben, 1883-ban Maximilian Leidesdorf pszichiátriai klinikáján kapott egy asszisztensi helyet, annak ellenére, hogy nem volt korábbi tapasztalata az elmekórtannal. Munkája közben jelentős pszichiátriai tapasztalatra tett szert és mikor 1887-ben a klinika vezetője megbetegedett, Wagner-Jauregg vette át a feladatait. 1889-ben a Grazi Egyetem tanárává és a neuropszichiátriai klinika vezetőjévé nevezték ki. Itt kezdte el vizsgálódásait a golyva és a kretenizmus kapcsolatáról; hegyvidéki túrái közben megdöbbenéssel látta, hogy egyes völgyekben mennyire elterjedt a kretenizmus. Javaslatára a golyvával különösen érintett területeken a hivatalos szervek jóddal keverték az árusított sót, hogy megelőzzék a betegséget.
1893-ban a Bécsi Egyetem elmekórtan-professzora és az alsó-ausztriai Pszichiátriai és Ideggyógyászati Klinika igazgatója lett. 1902-ben a bécsi Általános Kórház (Allgemeines Krankenhaus) pszichiátriai osztályát vette át. Itt dolgozott 1911-ig, amikor is előző klinikáját felújították és megnagyobbították; ekkor visszatért korábbi munkahelyére.

## Módszere a neuroszifilisz kezelésére

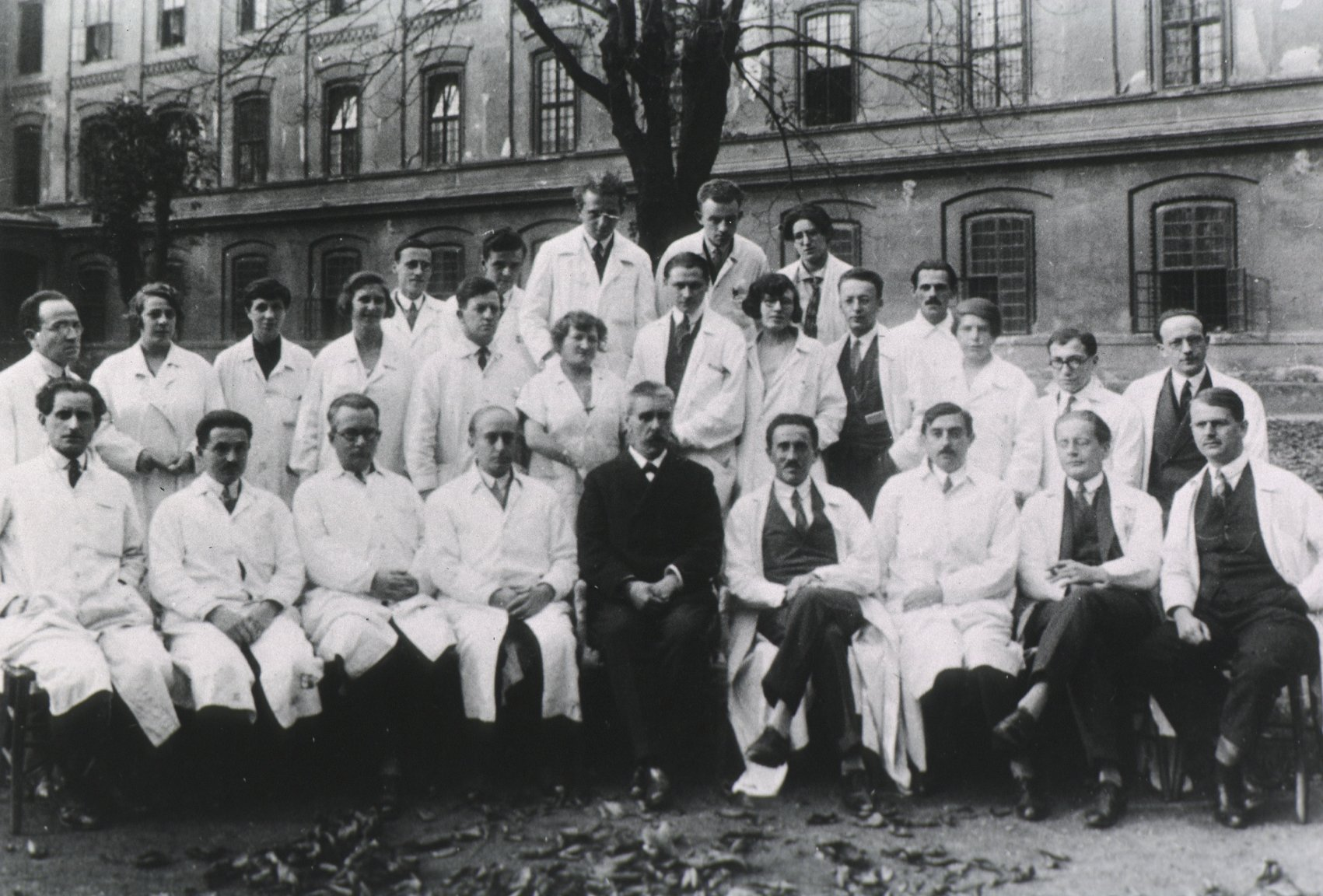
Wagner-Jauregg (középen) és munkatársai (Bécs, kb. 1925)

Wagner-Jauregg kutatómunkája eleinte a nervus accelerantes, majd a nervus vagus funkcióira irányult, de aztán egy olyan témát talált, amely élete nagy részét kitöltötte: az elmebetegségek lázas állapottal, pyroterápiával való gyógyítását. Már 1887-től kezdve vizsgálta a lázzal járó betegségek hatását a pszichotikus betegekre. Eleinte Robert Koch tuberkulinját (a tüdővész elleni korai vakcinát) használta a láz kiváltására, de az eredmények nem voltak kielégítőek. 1917-től kezdődően próbálkozott a szifilisz kései stádiumában levő betegeken mesterséges maláriafertőzéssel. Erre a célra a legkevésbé agresszív kórokozót, a Plasmodium vivaxot alkalmazta és a hosszas, magas lázzal járó állapot jelentős javulást idézett elő a dementia paralyticában szenvedő pácienseknél. A módszeréért 1927-ben fiziológiai Nobel-díjban részesült.
Az első világháború idején sikerrel gyógyított fejsebet és légnyomást kapott katonákat. A harctéri sokkot kapott katonákat elektrosokkolással kezelte; ezért 1919-ben beperelték.
Érdeklődött a törvényszéki orvostan és az elmebetegségek jogi vonatkozásai iránt. Közreműködésével hozták létre azt a  – ma is érvényben levő – törvényt, amely az elmebetegség megállapítását szabályozza.
Wagner-Jauregg tagja volt a bécsi Akademie der Wissenschaftennek és számos külföldi tudományos társulatnak, többek között a Magyar Tudományos Akadémiának is.  

## Személyisége és családja

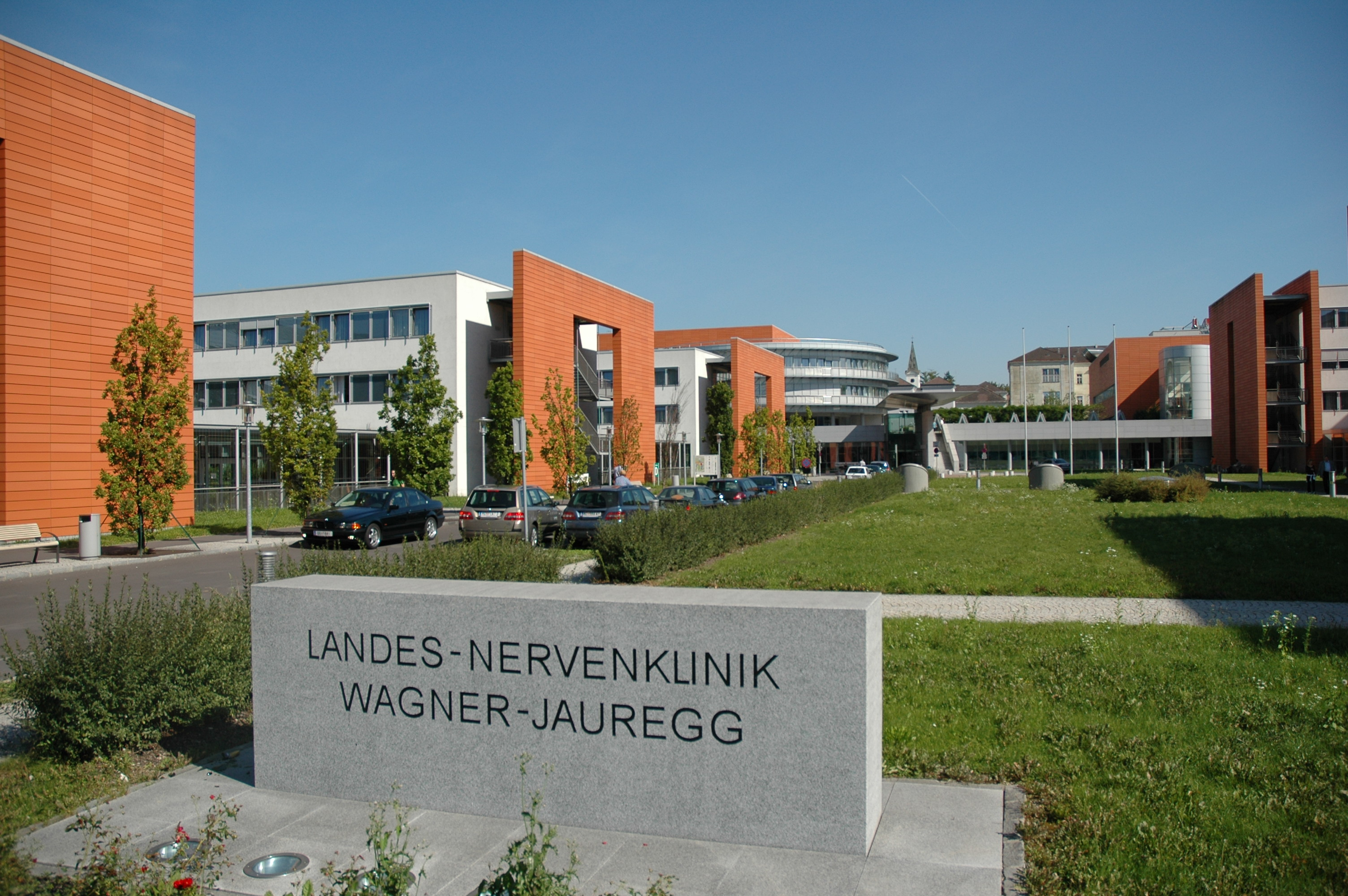
A Wagner-Jaureggről elnevezett linzi pszichiátriai klinika

Diákjai és barátai jellemzése alapján Wagner-Jauregg meglehetősen zárkózott, hűvös személyiség volt, de általános tisztelet övezte és diákjai büszkék voltak rá, hogy tőle tanulhatnak. Gyermek- és ifjúkorában több komoly betegségben is szenvedett (tífuszos lázban és tuberkulózisban), de rendszeresen foglalkozott testedzéssel, súlyt emelt és fia szerint egy lábával fel tudott rakni egy 30 kg-os súlyzót a székre. Szenvedélyesen sakkozott.
Julius Wagner-Jauregg első felesége a zsidó származású Balbine Frumkin volt, de ez a házassága nem volt boldog. Másodszorra Anna Kocht vette feleségül, akitől két gyermeke született, Julia és Theodor.

## Szélsőjobboldali nézetei
Idős korában politikával foglalkozott és támogatásáról biztosította a szélsőjobboldali mozgalmak faji tisztasági nézeteit. Kétszer is (1939-ben és 1940-ben) jelentkezett az NSDAP-ba, de először zsidó felesége miatt nem vették fel. 1939-ben javasolta, hogy kényszersterilizálják az elmebetegeket és a „bűnöző génekkel” rendelkezőket. Támogatott egy — a parlament által elvetett — törvényjavaslatot, hogy a sterilizációt „eugenikus célokra” is felhasználják. Határozottan ellenezte a nők munkavállalását is, mert „degenerálódnak” és képtelenek lesznek gyermeket kihordani és szoptatni.
Julius Wagner-Jauregg  1940. szeptember 27-én halt meg Bécsben, 83 éves korában.

## Emlékezete
Julius Wagner-Jauregg arcképe szerepelt a háború utáni 500 schillinges bankjegyen.
1981-ben Bécs 14. kerületében utcát neveztek el róla.
A linzi pszichiátriai klinika Wagner-Jauregg nevét viseli.